# Carl August Wilhelm Hegenscheidt
Wilhelm Hegenscheidt (* 9. Oktober 1823 in Altena, Westfalen; † 1. März 1891 in Gleiwitz, Oberschlesien; vollständiger Name: Carl August Wilhelm Hegenscheidt) war ein deutscher Unternehmer in der Metall verarbeitenden Industrie.

## Leben und Beruf
Von seinem Vater erbte Hegenscheidt 6.000 Taler. Diese Erbschaft sowie weiteres von seinen Brüdern geliehenes Geld ermöglichten ihm 1852 die Gründung einer Drath-, Nagel- und Kettenfabrik unweit des Klodnitzkanals bei Gleiwitz. Im Jahr 1857 baute er die erste Drahtwalzanlage in Oberschlesien. Er führte moderne, kalt hergestellte Stahlseile und Nägel ein. Dank seiner Werbekampagnen eroberte er eine bedeutende Marktposition. Da sich die Nachfrage nach seinen Erzeugnissen ständig steigerte, wurde die Produktion kontinuierlich erweitert. 1865 kaufte er von John Baildon die Baildonhütte bei Kattowitz, die sich als äußerst profitabel erwies. 1867 trat er dem Verein Deutscher Ingenieure (VDI) und dem Oberschlesischen Bezirksverein des VDI bei. Im Jahr 1887 gründete er zusammen mit seinem Konkurrenten Georg von Caro die Oberschlesische Drathwerke AG, seit 1889 Oberschlesische Eisenindustrie KG (kurz Obereisen) in Gleiwitz, die zur damaligen Zeit als größter Konzern in Oberschlesien galt.
Hegenscheidt hatte sechs Kinder. Der Sohn Rudolf Hegenscheidt (1859–1908) übernahm nach dem Tod des Vaters (1891) die Geschäfte und führte das Unternehmen erfolgreich weiter. Der Sohn Wilhelm Hegenscheidt (1861–1895) war ein Eisen-Unternehmer mit Sitz in Ratibor. Der Sohn Friedrich Hegenscheidt (1870–1954) war Jurist, Landrat und Mitglied des Deutschen Reichstags.
Wilhelm Hegenscheidt führte den Ehrentitel eines Kommerzienrats.